# Famille Snoussi
Cette page explique l’histoire ou répertorie les différents membres de la famille Snoussi.
La famille Snoussi est une famille tunisienne de la notabilité tunisoise installée à la fin du XVIIIe siècle à Tunis après avoir quitté Le Kef. Composée de brillants lettrés, elle garde la mémoire d'une lointaine origine de Tripolitaine[réf. nécessaire].

## Personnalités
- Ahmed Snoussi, acteur et dramaturge
- Amine Snoussi (1998- ), écrivain et essayiste
- Manoubi Snoussi (1901-1966), musicologue et historien
- Mohamed Snoussi (1851-1900), réformateur
- Mohamed Snoussi El Kéfi (?-1839), enseignant et imam
- Mohamed Snoussi (1931- ), ministre
- Othman Snoussi, cadi de Sidi Bou Saïd
- Zine el-Abidine Snoussi (1901-1965), réformateur et journaliste